# Осовиця
Осо́виця — село в Україні, у Золочівському районі Львівської області. Населення становить 112 осіб. Орган місцевого самоврядування - Золочівська міська рада.